# 岐阜県立海津特別支援学校
岐阜県立海津特別支援学校（ぎふけんりつ かいづとくべつしえんがっこう）は、岐阜県海津市平田町今尾にある公立特別支援学校。
岐阜県立海津明誠高等学校の旧海津北校舎（海津北高校）を改修して2008年（平成20年）4月9日に開校した。岐阜県が2006年（平成18年）3月に策定した「子どもかがやきプラン」に基づき整備された学校である。

## 学校概要
- 創立 2008年
- 学部
  - 小学部
  - 中学部
  - 高等部
- 対象：知的障害児、肢体不自由児、病弱児

## アクセス
- 名阪近鉄バス高須線「今尾」バス停下車　徒歩5分
  - 大垣駅前バスのりば（大垣駅南口）2番乗り場より「高須」行き
- 広域バス「今尾橋東」バス停下車　徒歩5分